# Floribert Chebeya
Floribert Chebeya Bahizire (* 13. September 1963 in Bukavu; † 2. Juni 2010 in Kinshasa) war Leiter der kongolesischen Menschenrechtsorganisation Voix des Sans Voix (VSV) (deutsch Stimme der Stimmenlosen), einer der größten Menschenrechtsorganisationen des Landes und seit den 1990er Jahren einer der führenden Menschenrechtler des Kongo.

## Leben und Wirken
Chebeya hatte sich für die verfassungsmäßigen Rechte der Kongolesen und die Verbesserung der Bedingungen in den Gefängnissen eingesetzt.  1992 erhielt er den Reebok Human Rights Award für seine Verdienste im Kampf gegen die Diktatur des damaligen Diktators Mobutu Sese Seko, seinen Kampf für Demokratie und Menschenrechte aber auch unter den nachfolgenden Präsidenten fortgesetzt.  Mehrere Male war er verhaftet, gefoltert und erst auf internationalen Druck hin freigelassen worden, zuletzt im März 2009. In der Nacht zum 2. Juni 2010 wurde er ermordet, was nicht nur in der Demokratischen Republik Kongo, sondern weltweit Empörung hervorrief. So bezeichnete sich etwa der Generalsekretär der Vereinten Nationen, Ban Ki-moon in einer Stellungnahme als „tief geschockt“ über den Mord. Ein weiterer UN-Vertreter sprach davon, dass die Umstände von Chebeyas Tod an außergerichtliche Exekution durch offizielle Stellen denken ließe. Mehr als 50 Menschenrechtsorganisationen forderten eine unabhängige Untersuchung der Umstände seines Todes.

## Umstände und mögliche Hintergründe seiner Ermordung
Chebeyas Leiche wurde am Tag nach seinem Verschwinden in einem Vorort von Kinshasa entdeckt. Nach Aussagen der Organisation Voix des sans Voix war er zuvor zu einem Treffen mit dem Polizeichef John Numbi bestellt worden. Es ist allerdings unklar, ob dieses Treffen stattgefunden hat. Das letzte Lebenszeichen von ihm erhielt seine Frau als SMS mit dem Inhalt, er sei nun im Polizei-Hauptquartier angekommen. Das Schicksal seines Fahrers Fidele Bazana ist unklar, er wurde nicht gefunden. Nach Aussagen seines Anwalts hatte Chebeya ihm Material über Massaker der Sicherheitskräfte des Kongo in der Provinz Bas-Congo in den Jahren 2007 und 2008 zugesagt, das zu einer Anklage in Belgien u. a. gegen den kongolesischen Innenminister Denis Kalume und den oben erwähnten Polizeichef John Numbi führen sollte.  Zwei Tage nach dem Mord wurde der Leiter des Geheimdienstes der Polizei verhaftet und gestand, den Mord auf Befehl begangen zu haben. Polizeichef und General John Numbi wurde kurz darauf vom Dienst suspendiert und mehrere Polizeioffiziere verhaftet. John Numbi war ein enger Vertrauter des kongolesischen Präsidenten Joseph Kabila.
In dem folgenden Prozess wurden der Chef des Polizeigeheimdienstes sowie drei flüchtige Militärs zum Tode verurteilt. Die Todesstrafe wird im Kongo allerdings nicht mehr vollstreckt.
Im Februar 2021 gaben zwei kongolesische Polizeioffiziere im Exil ihre Beteiligung an dem Mord zu und gaben an, auf Anordnung gehandelt zu haben. Im September 2021 begann der Berufungsprozess gegen zwei der verurteilten Täter.
2012 veröffentlichte Thierry Michel den Dokumentarfilm „Die Chebeya-Affäre: Ein Staatsverbrechen?“, der Chebeyas Leben und Tod und den Mordprozess zum Inhalt hat.